# Целуни ме
„Целуни ме“ (на английски: Never Been Kissed) е американски игрален филм (романтична комедия) от 1999 година на режисьора Раджа Госнел, по сценарий на Аби Кон и Марс Силвърщайн. Музиката е композирана от Дейвид Нюман.

## В България
На 13 февруари 2005 г. bTV излъчи филма с български дублаж за телевизията. Екипът се състои от:
| Преводач            | Мария Пеева                                                                      |
| Режисьор на дублажа | Красимир Куцупаров                                                               |
| Тонрежисьор         | Радослав Колев                                                                   |
| Озвучаващи артисти  | Лидия Вълкова Даниела Йорданова Албена Ставрева Илиян Пенев Георги Георгиев-Гого |